# ARASHI No.1～嵐呼喚暴風雨～
《ARASHI No.1～嵐呼喚暴風雨～》（ARASHI No.1〜嵐は嵐を呼ぶ〜）是嵐的第1枚專輯，第1枚原創專輯。於2001年1月24日發行。唱片公司為波麗佳音。

## 解說
- 出道約1年後發售的首張專輯。
- 收錄4首單曲，卻沒有收錄雙A面的《HORIZON》。
- 目前已成廢盤。本張專輯最後從波麗佳音移藉至J Storm。

## 收錄曲
1. Introduction 〜STORM〜 (1:45)
（作曲・編曲：鈴木雅也）
純音樂
2. A·RA·SHI (4:28)
（作詞：J&T　作曲・編曲：馬飼野康二）
1st單曲
富士電視台排球節目《FIVB World Cup》印象曲
3. DANGAN-LINER (4:07)
（作詞：TAKESHI　作曲：谷本新　編曲：CHOKKAKU）
4. SUNRISE日本 (4:46)
（作詞：F&T　作曲：馬飼野康二　編曲：CHOKKAKU）
2nd單曲
富士電視台「專業棒球news2000」主題曲
5. 無法觸碰（サワレナイ） (4:45) 
（作詞：戶澤暢美　作曲・編曲：庄野賢一）
6. 感謝感激暴風雨 (4:49)
（作詞：戶澤暢美　作曲：馬飼野康二　編曲：CHOKKAKU）
4th單曲
富士電視台連續劇《拭去淚水》主題曲
7. 愛與勇氣與櫻桃派（愛と勇気とチェリーパイ） (5:18)
（作詞：戶澤暢美　作曲・編曲：岩田雅之）
8. Deep的冒險（Deepな冒険） (4:38)
（作詞：戶澤暢美　作曲：飯田建彦　編曲：CHOKKAKU）
9. helpless (5:10)
（作詞：椎名祐生　作曲：ZAKI　編曲：岩田雅之）
10. On Sunday (5:08)
（作詞：戶澤暢美　作曲：守山茂樹　編曲：宗像仁志）
日本電視台日劇《史上最糟的約會》主題曲
11. 欲求野性（野性を知りたい） (4:34)
（作詞：久保田洋司　作曲・編曲：ZAKI）
Bourbon「Puchi Series」廣告歌
12. 過敏症（アレルギー） (4:03)
（作詞：TAKESHI　作曲・編曲：岩田雅之）
13. 心動的瞬間（ココロチラリ） (4:03)
（作詞：TAKESHI　作曲・編曲：原一博）
日本麥當勞「美味的嵐宣傳活動」廣告歌
14. 颱風世代 -Typhoon Generation- (4:59)
（作詞：久保田洋司　作曲：馬飼野康二　編曲：大坪直樹）
3rd單曲
富士電視台印象曲
Bourbon「Puchi Series」廣告歌